# Suicide Season
Suicide Season è il secondo album in studio del gruppo musicale britannico Bring Me the Horizon, pubblicato il 29 settembre 2008 dalla Visible Noise Records e dalla Epitaph Records.

## Descrizione
Lanciato con il brano The Comedown, l'album fa subito notare il notevole cambiamento dal precedente Count Your Blessings, con il gruppo che decide di ridurre le sonorità deathcore comunque presenti in parte in alcune tracce per dare più spazio alla sperimentazione e a un suono più compatto e vicino al metalcore.
L'album è arrivato alla posizione numero 47 della Official Albums Chart britannica e alla numero 28 in Australia. È inoltre il primo album del gruppo a entrare nella Billboard 200, debuttando al 107º posto.

### Suicide Season - Cut Up!
In concomitanza con il tour da headliner del gruppo nel Regno Unito, il 2 novembre 2009 l'album è stato ripubblicato con la denominazione Suicide Season - Cut Up! e comprendente un disco aggiuntivo costituito da remix dei brani realizzati da svariati artisti, come Skrillex, Shawn Crahan degli Slipknot e Utah Saints. Riguardo alla concezione del progetto, il cantante Oliver Sykes ha dichiarato:
 Nel 2010 la riedizione è stata commercializzata anche in edizione deluxe con l'aggiunta di un DVD.

## Tracce
Testi di Oliver Sykes, musiche dei Bring Me the Horizon.
1. The Comedown – 4:09
2. Chelsea Smile – 5:02
3. It Was Written in Blood – 3:45
4. Death Breath – 4:20
5. Football Season Is Over – 1:55
6. Sleep with One Eye Open – 4:16
7. Diamonds Aren't Forever – 3:48
8. The Sadness Will Never End – 5:22
9. No Need for Introductions, I've Read About Girls Like You on the Backs of Toilet Doors – 0:59
10. Suicide Season – 8:17

Tracce multimediali
1. The Comedown – 4:16 – video
2. Pray for Plagues – 4:23 – video

Contenuto bonus in Suicide Season - Cut Up!
- CD

1. The Comedown (Robotsonics) – 5:17
2. Chelsea Smile (KC Blitz) – 4:12
3. It Was Written in Blood (L'Amour La Morgue) – 4:58
4. Death Breath (Toxic Avenger) – 4:33
5. Football Season Is Over (After the Night) – 3:57
6. Sleep with One Eye Open (Tek-One) – 4:41
7. Diamonds Aren't Forever (I Haunt Wizards) – 3:55
8. The Sadness Will Never End (Skrillex) – 6:03
9. No Need for Introductions (Benjamin Weinman) – 2:46
10. Suicide Season (The Secret Handshake) – 2:56
11. Football Season Is Over (Utah Saints) – 5:02
12. Sleep with One Eye Open (M. Shawn Crahan) – 5:55
13. Chelsea Smile (Travis McCoy) – 3:42
14. Suicide Season (Outcry Collective) – 5:05
15. Chelsea Smile (Live in Siberia) – 5:55 – video
16. The Sadness Will Never End (Live in Siberia) – 5:03 – video
17. Written in Blood (Live in Siberia) – 3:56 – video

- DVD

1. Live in Mexico City (Concert)
2. Live in Siberia (Concert)
3. The Comedown (Video)
4. Chelsea Smile (Video)
5. Diamonds Aren't Forever (Video)
6. The Sadness Will Never End (Video)

## Formazione
Bring Me the Horizon
- Oliver Sykes – voce
- Lee Malia − chitarra solista
- Curtis Ward − chitarra ritmica
- Matt Kean − basso
- Matt Nicholls − batteria, percussioni

Altri musicisti
- Sam Carter − voce in The Sadness Will Never End
- JJ Peters − voce in Football Season Is Over
- Luis Dubuc − sintetizzatore in Chelsea Smile